# Lucie Vondráčková
Lucie Vondráčková (ur. 8 marca 1980 w Pradze) – czeska piosenkarka i aktorka.
Ukończyła konserwatorium muzyczno-dramatyczne, jest absolwentką filozofii na Uniwersytecie Karola w Pradze.
Pochodzi z muzykalnej rodziny: jej ojciec Jiří Vondráček jest znanym czeskim muzykiem folkowym, a ciotka Helena Vondráčková najbardziej utytułowaną czeską piosenkarką w historii.
Lucie Vondráčková już jako dziecko rozpoczęła karierę aktorską, wystąpiła m.in. w kontynuacji serialu Arabela. W 1992 została prowadzącą telewizyjny program dla dzieci i młodzieży Marmeláda. Rok później od wydania swojej debiutanckiej płyty, również pod tytułem Marmeláda, rozpoczęła karierę piosenkarską.
17 czerwca 2011 w kaplicy św. Klary w Pradze wyszła za mąż za hokeistę Tomáša Plekanca. Mają syna Matyáša (ur. 2011).

## Dyskografia
| Marmeláda                   | - Data: 1993 - Wydawca: Tommü Records               | —  |
| ROK 2060                    | - Data: 1994 - Wydawca: Tommü Records               | —  |
| Láska na 100 let            | - Data: 1995 - Wydawca: Tommü Records               | —  |
| Atlantida                   | - Data: 1995 - Wydawca: Tommü Records               | —  |
| Malá mořská víla            | - Data: 1996 - Wydawca: Tommü Records               | —  |
| MANON                       | - Data: 19 czerwca 2000 - Wydawca: Universal        | 47 |
| Mayday                      | - Data: 2003 - Wydawca: Tommü Records               | 37 |
| Boomerang                   | - Data: 23 lutego 2006 - Wydawca: Tommü Records     | 1  |
| Pelmel 1993–2007            | - Data: 2 lipca 2007 - Wydawca: Universal           | 1  |
| Fénix                       | - Data: 20 czerwca 2008 - Wydawca: Tommü Records    | 1  |
| Dárek                       | - Data: 18 listopada 2011 - Wydawca: Tommü Records  | 5  |
| Oheň                        | - Data: 12 marca 2013 - Wydawca: BrainZone          | 2  |
| Duety                       | - Data: 2014 - Wydawca: Universal                   | 5  |
| Růže                        | - Data: 8 listopada 2018 - Wydawca: Ságl Production | 4  |
| „—” album nie był notowany. |                                                     |    |

## Filmografia
- 1990: Arabela se vrací
- 1994: Nebeský plač
- 1994: Hrad z písku
- 1997: Nejasna zpráva o konci světa
- 1998: Šmankote, babičko, čaruj!
- 2000: Na zámku
- 2002: Baječna show
- 2002: Ta třetí
- 2004: Snowborďáci
- 2004: Post Coitum
- 2006: Poslední prázdniny
- 2008: Kvaska
- 2008: Bathory
- 2013: Babovřesky

## Musicale
- 2003: Excalibur
- 2005: Tajemství
- 2008: Touha